# Casa Füchsl
Caracteristica acestei clădiri de la 1902 este “nepotrivirea” dintre structura ei rectangulară și expresia curbilinie a fațadelor. Structura rectangulară este travestită în modalitatea curbilinie prin cornișa sinusoidală din tabla ambutisată și prin linia vălurită a profilului de sub cornișă. Fațada este plană (doar colțul este rotunjit și se termină cu un turn) cu ferestre dreptunghiulare, panouri trapezoidale cu reliefuri. Ferestrele din timpanul aticului au forma de rinichi. Feroneria de la balcoane și portalul de acces sunt decorate cu elemente vegetale.
Precum în cazul palatului Stern, și aici influențele arhitectului Ödön Lechner asupra celor doi arhitecți orădeni Komor și Jakab se resimt în mod special în maniera de decorație a fațadelor, caracterul curbiliniu și cel plan regăsindu-se întocmai. De asemenea recurgerea la anumite elemente de decorație, alese in mod intenționat, în funcție de destinația clădirii, relevă apropierea celor doi de viziunea artistică a lui Lechner.

## Galerie foto

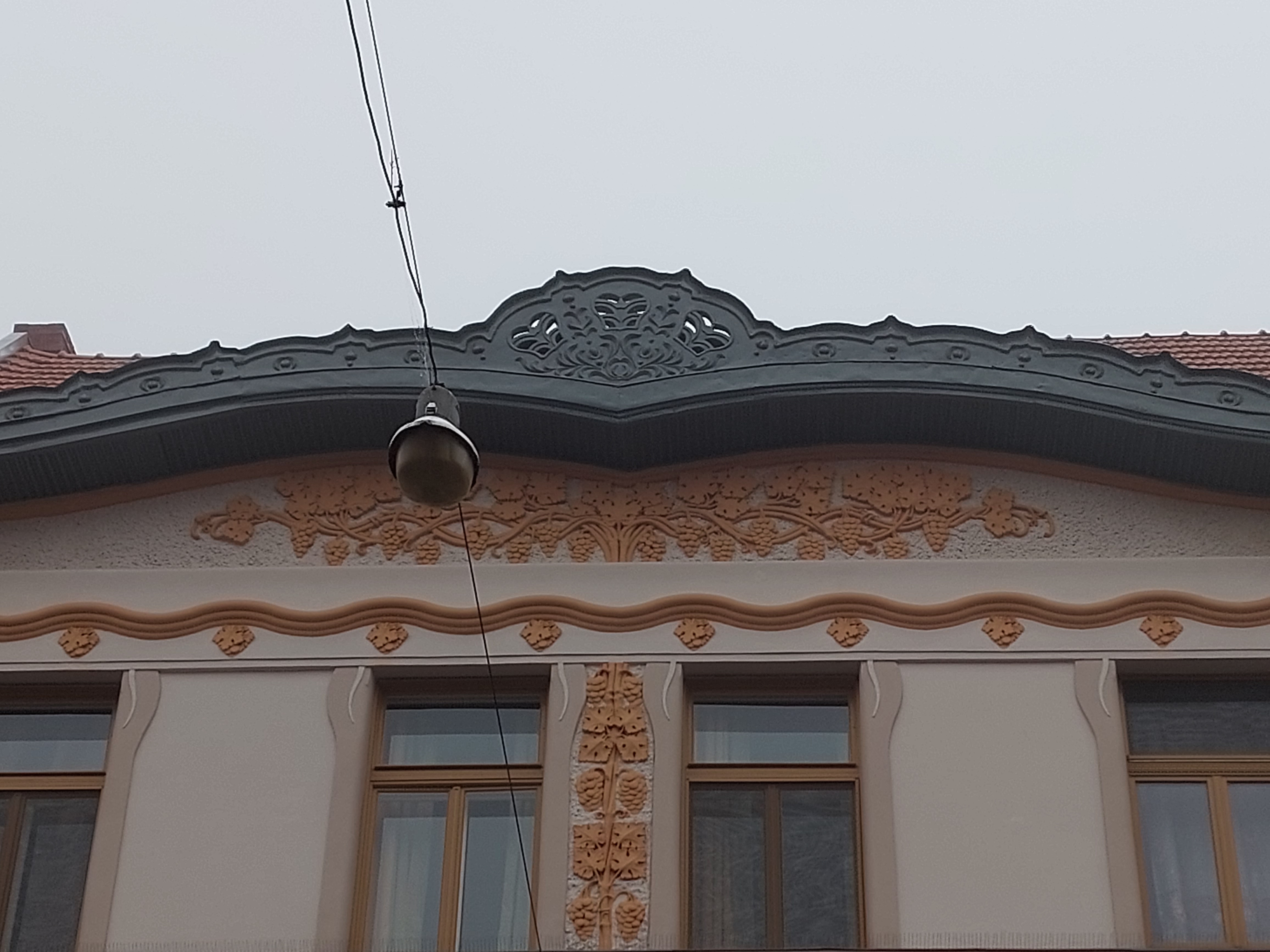
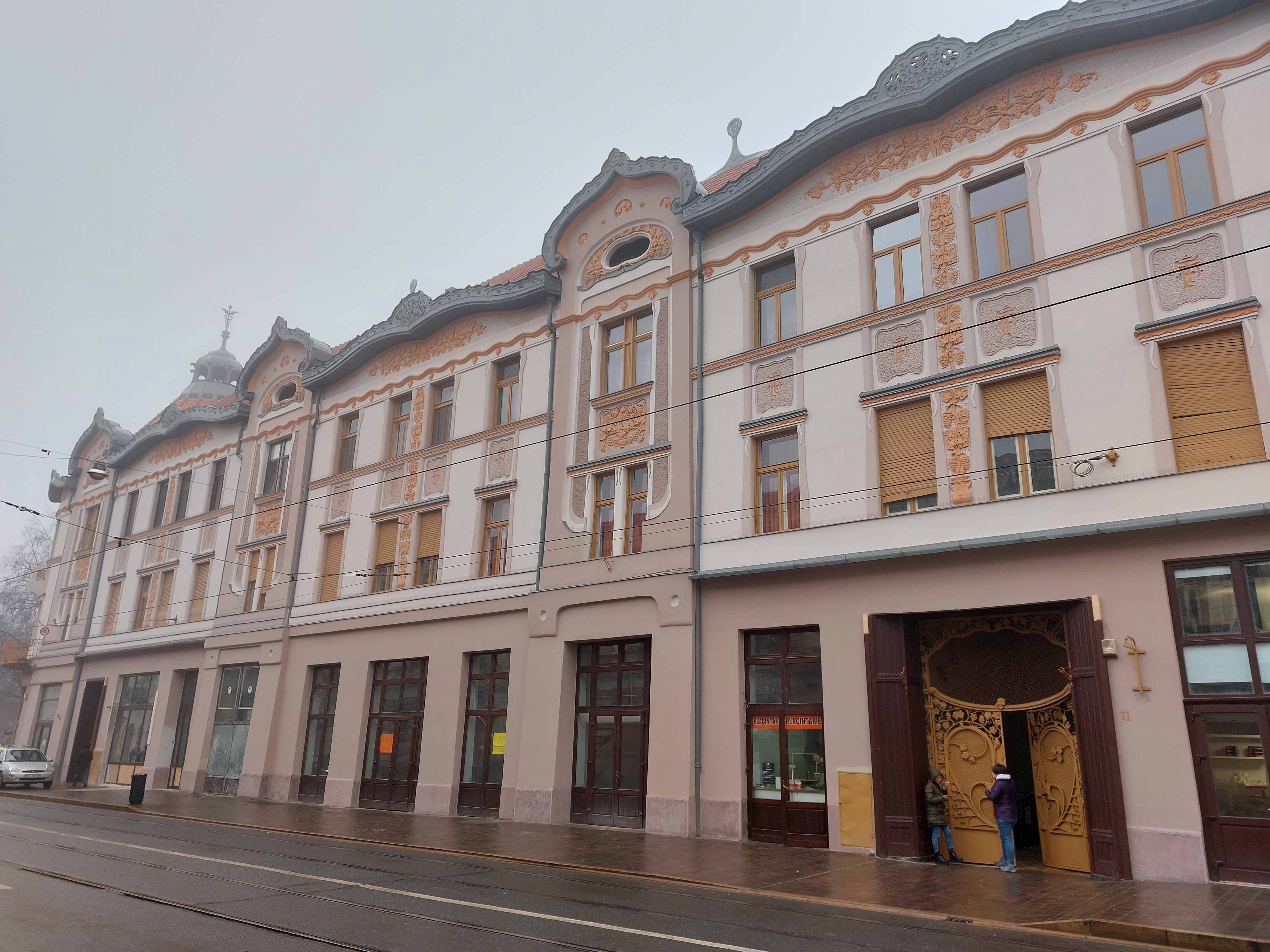
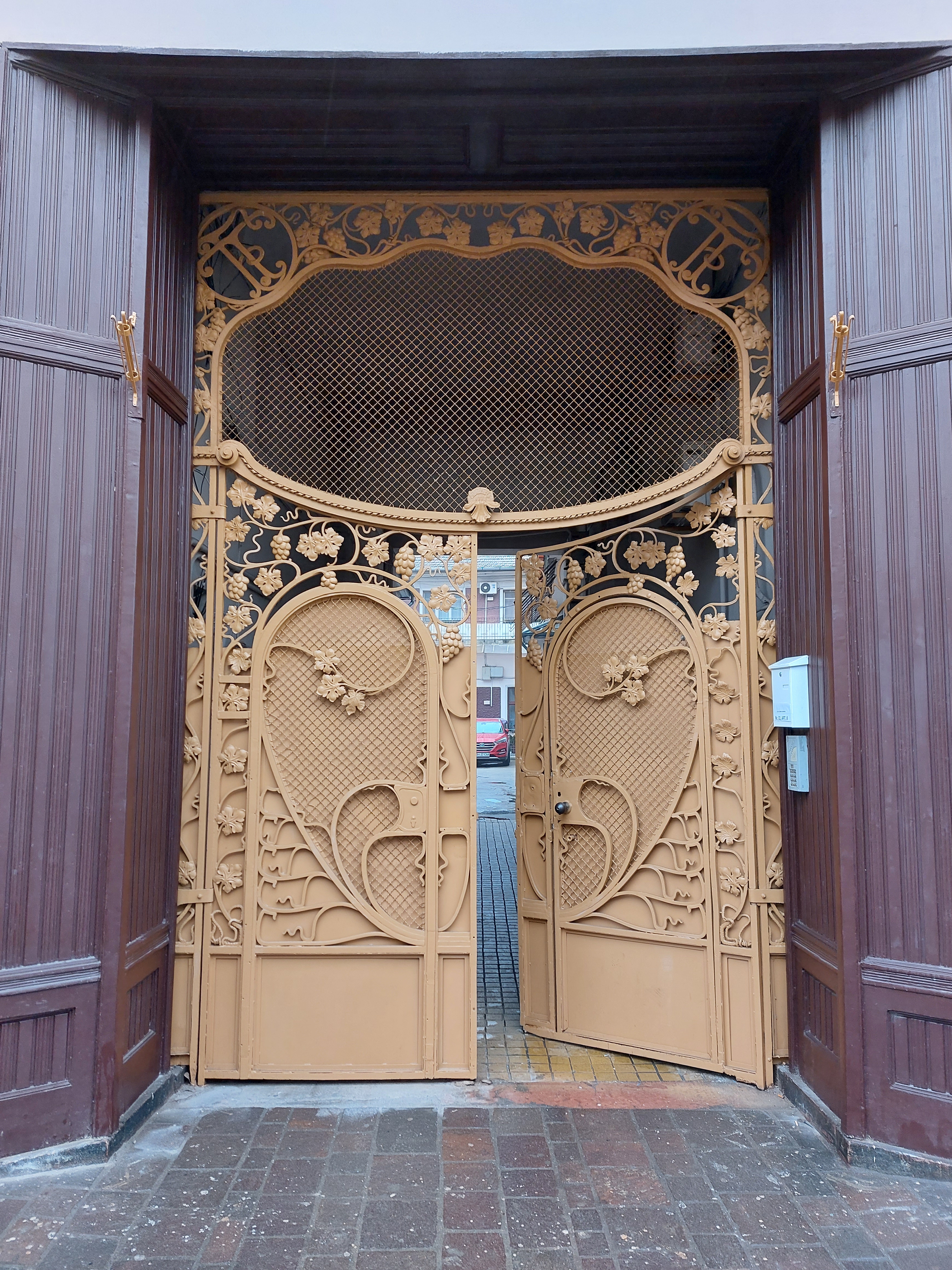
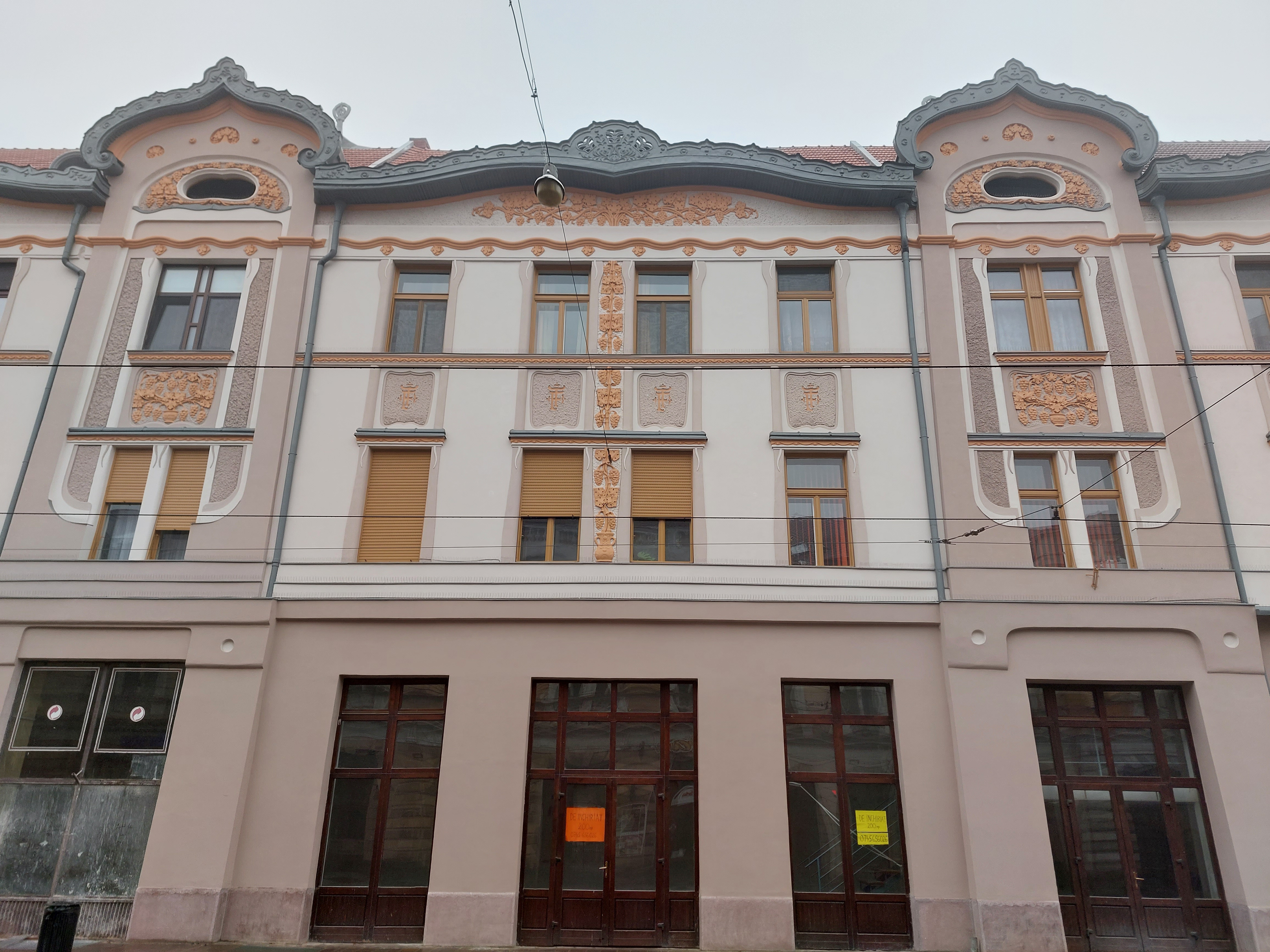